# Chiesa di San Giovanni Evangelista (Arco, Italia)
La chiesa di San Giovanni Evangelista è la parrocchiale a Massone, frazione di Arco, in Trentino. Appartiene all'ex-decanato di Arco dell'arcidiocesi di Trento e risale al XVI secolo.

## Storia

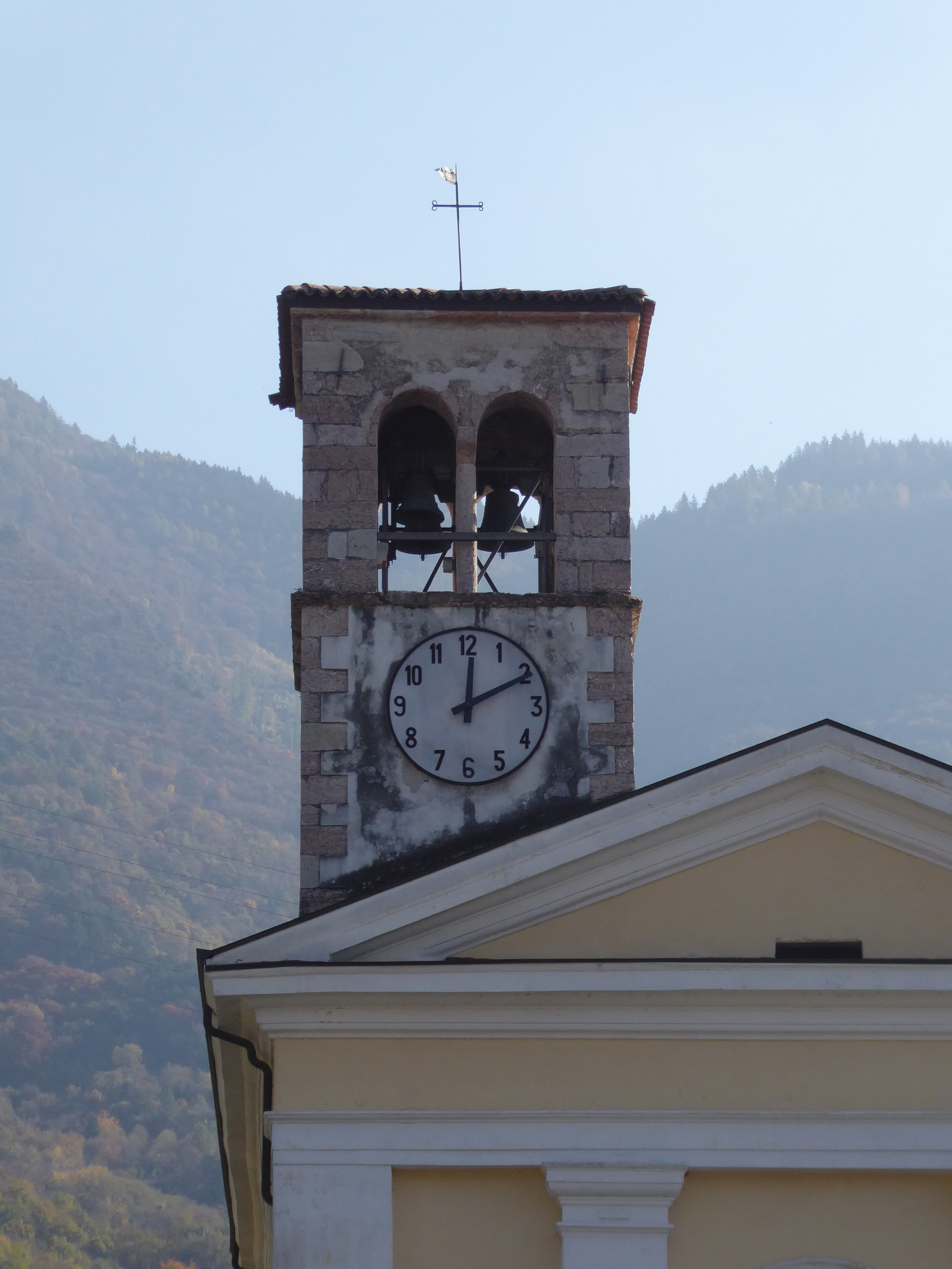
Campanile

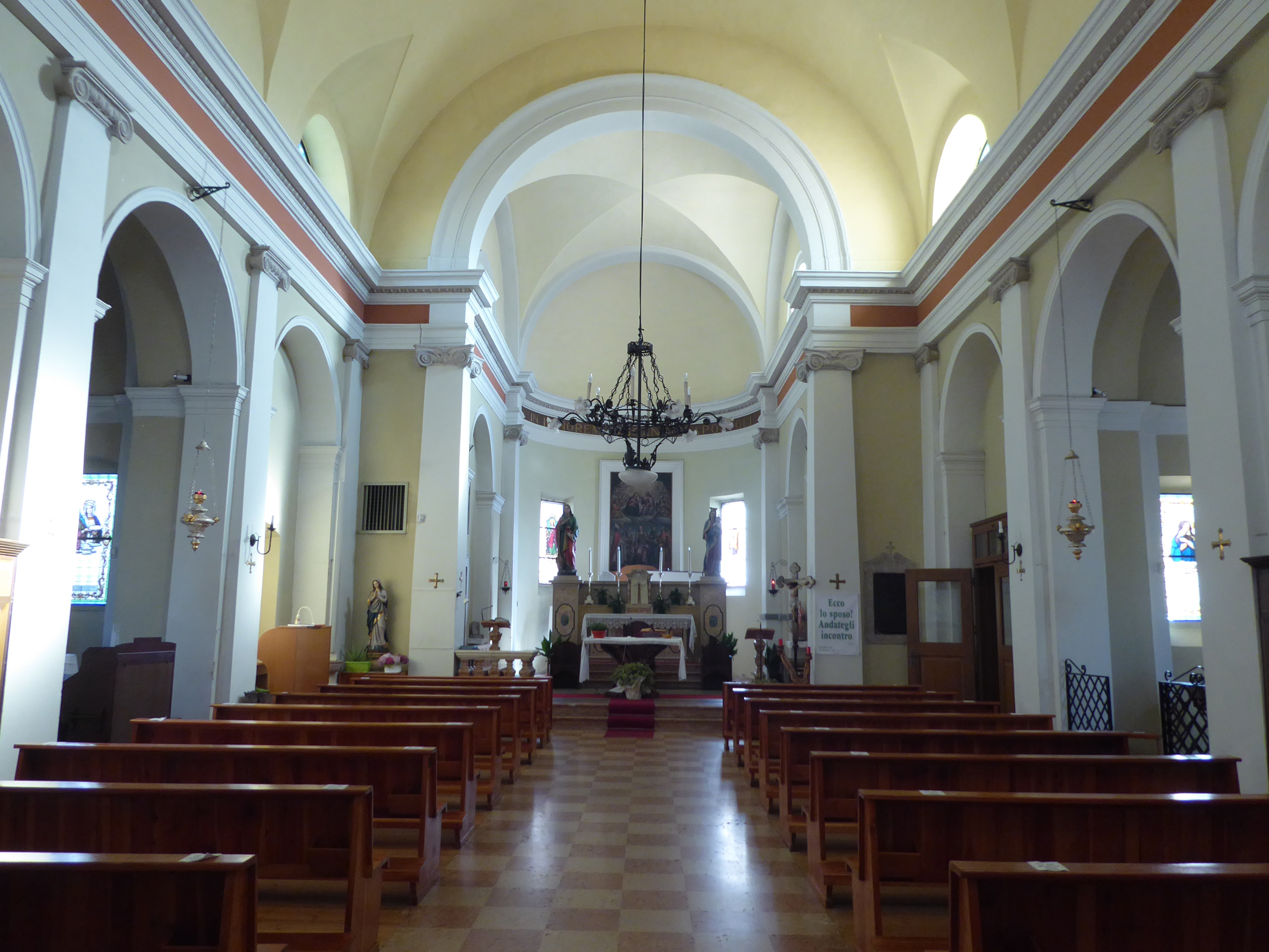
Interno

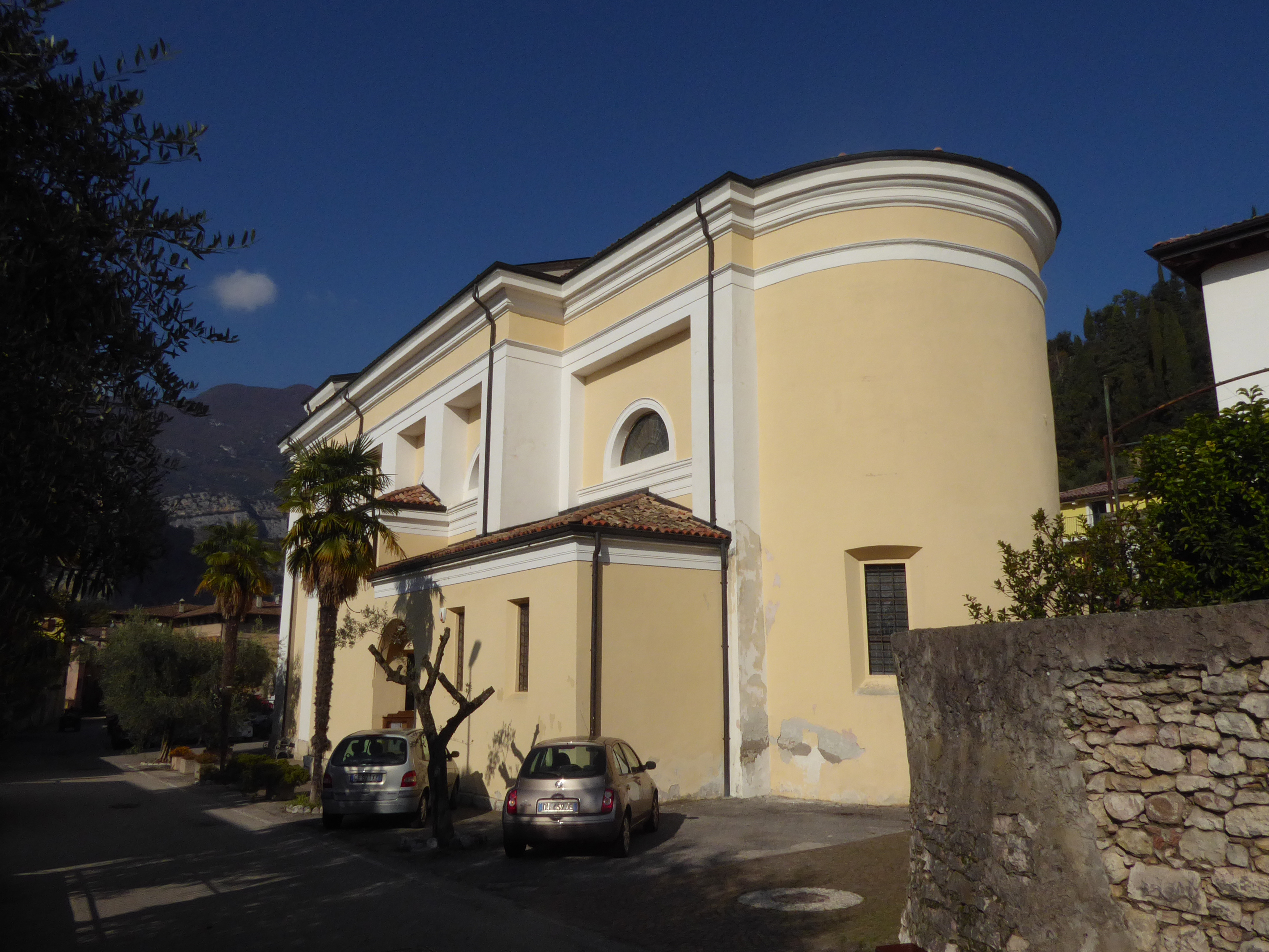
Parte absidale

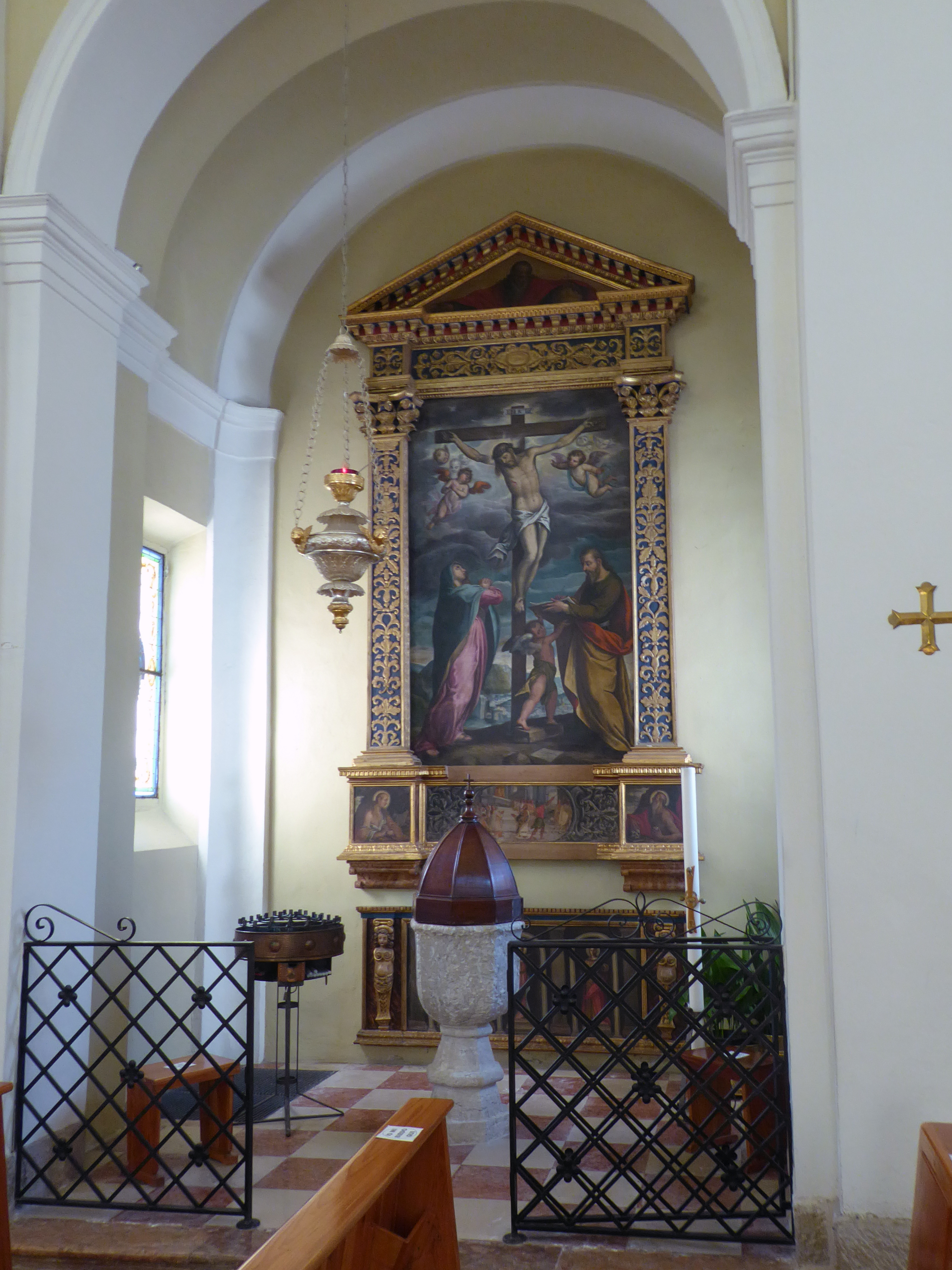
Altare laterale a destra dedicato al Crocifisso con fonte battesimale

La prima citazione su documenti scritti della chiesa risale al 1502. L'edificio originario venne in seguito ed in parte demolito per erigere, nella seconda metà del XVI secolo, una nuova chiesa. Nello stesso periodo venne eretta anche la torre campanaria.
Oltre un secolo più tardi, attorno al 1695, fu eretta la cappella dedicata a Santa Lucia. 
Prima della fine del XIX secolo venne decorata la volta absidale con immagini della Sacra Famiglia e in seguito, dopo il 1996, tali opere vennero cancellate.
Un'indagine sulla situazione strutturale dell'edificio eseguita nel 1851 ne testimoniò lo stato di degrado. Venne decisa la sua demolizione e la successiva ricostruzione. I lavori si poterono dire conclusi attorno al 1868, quando il vescovo di Trento Benedetto Riccabona de Reichenfels celebrò la sua solenne consacrazione. Ottenne dignità di chiesa parrocchiale dal 1942.

## Descrizione

### Esterni
La chiesa si trova nell'abitato di Massone, a nord est rispetto ad Arco sulla sinistra orografica del Sarca. Il tempio mostra orientamento verso sud-est e la facciata è caratterizzata da paraste che reggono il grande frontone triangolare con timpano. Il portale architravato è concluso da un frontone che ricorda quello della facciata ed è sormontato in asse dalla finestra a lunetta che porta luce alla sala. La torre campanaria si alza dal corpo della struttura, alla sinistra, e la cella si apre con quattro finestre a bifora.

### Interni
La navata interna è unica, con volta a botte. Il presbiterio è leggermente rialzato. Nella sala si conserva un pregevole altare del Crocefisso opera di un maestro artigiano trentino e di G. A. Zanoni.